# Além do Horizonte
Além do Horizonte (en español: Más Allá del Horizonte) es una telenovela brasileña emitida por TV Globo desde el 4 de noviembre de 2013 hasta el 2 de mayo de 2014. Sustituyó en horario a Laberintos del corazón y fue reemplazada por Hombre nuevo.
Escrita por Marcos Bernstein y Carlos Gregório, con la colaboración de Victor Atherino, Giovana Moraes, Carla Faour, Melanie Dimantas, Ricardo Hofstetter y Sérgio Marques, dirigida por Carlo Milani, André Câmara y Pedro Peregrino, con la dirección general de Gustavo Fernández sobre núcleo de Ricardo Waddington.
Fue protagonizada por Juliana Paiva, Thiago Rodrigues, Rodrigo Simas, Mariana Rios, Vinicius Tardío, Flávia Alessandra, Alexandre Borges y Christiana Ubach (también en rol antagónico) junto a Carolina Ferraz, Antonio Calloni, Sabrina Greve, Marcello Novaes, Alexandre Nero y Maria Luísa Mendonça en los roles antagónicos, cuenta con las actuaciones estelares de Laila Zaid, Yanna Lavigne, Caco Ciocler, Sheron Menezzes, Letícia Colin y los primeros actores Cássio Gabus Mendes, Guilherme Fontes y Cláudia Jiménez.

## Sinopsis
Lili, Rafa y William están dispuestos a explorar un mundo nuevo. Mirando a sus seres queridos que desaparecieron sin explicación, estos tres jóvenes se encuentran y juntos descubren lo que se necesita para ir más allá del horizonte de desentrañar los misterios que envuelven a sus familias. En este viaje , tienen la intención de encontrar al padre de Lili , Luis Carlos ; al hermano de William , Marlon, a la tía de William, Teresa y la novia Rafa , Paulinha . Las huellas dejadas por ellos sugieren que existe un lugar lejano , donde la vida puede ser plena.
Lili vive con su madre , Eloísa ya que su padre , Luis Carlos abandonó a la familia , diciendo que tenía que ir detrás de la felicidad plena y real. Su desaparición fue un misterio e investigado por el delegado André , pero el caso fue desestimado y se presume muerto . Diez años más tarde , Lili descubre que su padre dejó una nota para ella en su testamento , revelando que puede estar vivo y también asesora a ella para volver a la felicidad. A partir de entonces , decide ir tras la verdad y descubre que él se escapó con una amante, Tereza .
William vive con su hermano Marlon y la tía Sandra . Sus padres murieron en un accidente de coche, y fue criado por su tía Teresa , pero desapareció y dejó a sus sobrinos en el cuidado de su hermana , Sandra , que tuvo que hacerse cargo de ellos aun siendo muy joven. Desde entonces, William también comenzó a trabajar duro y se dedicó a los estudios y un empleo en el cual vende trabajos de la universidad para los universitarios. Un día, Marlon también desaparece con el dinero de su familia y le deja un mensaje , diciendo se iba en busca de la felicidad , al igual que la tía Teresa. William queda desesperado y decide ir a buscar a su hermano.
Rafa vive con su padre Flavio y con Julia , pero extraña a su madre fallecida. Es novio de Paulinha , pero se da cuenta de que él no se arriesga , prefiere vivir la vida sin peligros. Así . Paulinha decide ir detrás de la felicidad y también desaparece , dejando grabado un video en el pen drive, diciendo sus razones y le aconseja que tiene que ir tras ella . A partir de ahí , Rafa conoce a una organización secreta , el Grupo , que reúne a personas que están en busca de la felicidad plena y real.
Thomaz es un abogado de éxito y casada con Ines y padre de Marcelo , novio de Lili . Thomas fue el mejor amigo de LC antes de su desaparición , y siempre estaba enamorado de Eloísa .
El grupo está liderado por Jorge , haciendo una serie de conferencias, crea una ilusión en la gente , diciendo que , más allá del horizonte, hay un lugar donde todo el mundo es feliz, la Comunidad de llamadas, que está en el medio de la selva amazónica aislado del resto del mundo . LC, Tereza , Marlon , Paulinha y varios otros terminan en la Comunidad. Los principiantes gradualmente descubren que no todo el mundo es feliz, y quieren averiguar cómo todo el equipo se detendrá en el fin del mundo . El luminoso llamado Maestro es el gran jefe de la Comunidad, y quiere , a toda costa, que nadie sepa de la existencia del sitio. Lo que nadie sabe es que el maestro es Hermes que puede convertirse en una persona violenta para ocultar por completo su comunidad.
Cerca del pueblo se encuentra la Comunidad Tapiré , que es controlada por el comerciante Kléber . Antes de todo, es un hombre grueso, mandon , pero en casa se somete a las órdenes de su esposa Keila . La llegada de la profesora Celina al pueblo toma el sueño de Kléber, ese tipo tiene un desacuerdo con la profesora, y sus secretos están colgando de un hilo para ser descubiertos. En Tapiré también vive la abuela Tita , una señora que sabe cómo utilizar todas las hierbas medicinales de la selva y crea a sus nietas Ana Fátima , Ana Selma y Ana Rita después de la muerte de su hija Ana Rosa. La muerte de Rosa siempre ha sido un misterio para los residentes de Tapiré . Pasó un tiempo desaparecida y apareció muerta, flotando en el río y los arañazos de garras afiladas en su rostro. A partir de entonces , varios otros organismos comenzaron a aparecer en el pueblo, y una leyenda abruma a Tapiré . Un monstruo que supuestamente habita en las zonas que están más allá de los límites del bosque y los ataques a todos los que pasan por el , y siempre deja su huella en el rostro de la víctima. El monstruo es la Bestia. De vez en cuando , suceden algunos apagones en Tapiré y Minero Fantasma atrapa a la gente que camina por la ciudad durante el apagón y conduce a la Bestia. De cara , Celina pronto se da cuenta de que todo es ilusión de tapirenses y decide investigar cuando sólo logra dar con un peligro aún mayor : el esposo de su prima : Kléber . El distribuidor también no se da cuenta de donde viene el dinero de su esposa , eso es demasiado para un simple tendero . En paralelo, la historia narra el drama de Nilson que fue encontrado por Marinero Klaus dentro de una cesta en el río. De alguna manera, todos los misterios tienen una conexión.
Lili , William Rafa acaban de unirse al Grupo , y un gran viaje comenzarán : quieren saber dónde están sus seres queridos.

## Elenco
| Actor                | Personaje                       |
| -------------------- | ------------------------------- |
| Juliana Paiva        | Alice Leite Barcelos (Lili)     |
| Rodrigo Simas        | Marlon Guimarães                |
| Thiago Rodrigues     | William Guimarães               |
| Mariana Rios         | Celina Machado                  |
| Vinicius Tardio      | Rafael Andrade (Rafa)           |
| Christiana Ubach     | Paula Vargas (Paulinha)         |
| Laila Zaid           | Priscila Leite                  |
| Flávia Alessandra    | Heloísa Leite Barcelos          |
| Alexandre Borges     | Thomáz Vilar                    |
| Carolina Ferraz      | Tereza Guimarães                |
| Antônio Calloni      | Luís Carlos Barcelos (L.C.)     |
| Yanna Lavigne        | Ana Fátima                      |
| Marcello Novaes      | Kléber Lima                     |
| Sheron Menezzes      | Keila Machado de Lima           |
| Alexandre Nero       | Hermes                          |
| Letícia Colin        | Vitória                         |
| Cláudia Jiménez      | Zélia                           |
| Maria Luísa Mendonça | Inês Mendonça Vilar             |
| Igor Angelkorte      | Marcelo Vilar                   |
| Caco Ciocler         | André Teixeira                  |
| Marcella Valente     | Júlia Andrade                   |
| Cássio Gabus Mendes  | Jorge                           |
| Day Mesquita         | Fernanda                        |
| Rômulo Estrela       | Álvaro                          |
| Fernanda Vianna      | Berenice                        |
| Sabrina Greve        | Dra. Angelique                  |
| Guilherme Fontes     | Flávio Andrade                  |
| Cristine Peron       | Olívia Sampaio Teixeira         |
| João Camargo         | Osvaldo                         |
| Mariana Xavier       | Ana Rita                        |
| Luciana Paes         | Ana Selma                       |
| Analu Prestes        | Tita                            |
| Marina Palha         | Joana                           |
| Lucas Salles         | Gustavo (Guto)                  |
| Jacqueline Sato      | Jéssica (Jessie Tatoo)          |
| Otávio Martins       | Cacá                            |
| Karen Coelho         | Sandra de Sousa da Silva Araújo |
| Isaac Bardavid       | Klaus                           |
| Ravel Cabral         | Assis                           |
| Begê Muniz           | Matias                          |
| Daniel Ribeiro       | Eduardo                         |
| Diego Homci          | João                            |
| Tiago Homci          | José                            |
| Eliseu Paranhos      | Romildo                         |
| Luma Ferreira        | Belinha                         |
| Marcelo Mariano      | Edinésio                        |
| JP Rufino            | Edmílson/Edilemilson (Nilson)   |
| Lucas Simões         | Guilherme                       |
| Nathalia Alvim       | Daniela                         |
| Simon Petracchi      | Wolfgang                        |
| Celso Reeks          | Dr. Breno                       |
| Narcival Rubens      | Pedrosa                         |

## Emisión
| Transmisiones     | Transmisiones     | Transmisiones | Transmisiones          | Transmisiones     | Transmisiones   | Transmisiones |
| País              | Título            | Cadena(s)     | Primera Emisión        | Última Emisión    | Horario Semanal | Hora          |
| ----------------- | ----------------- | ------------- | ---------------------- | ----------------- | --------------- | ------------- |
| Bandera de Brasil | Além do Horizonte | Rede Globo    | 4 de noviembre de 2013 | 2 de mayo de 2014 | Lunes a sábados | 19:30         |